# Соціальний доказ
Соціальний доказ — термін, запропонований Робертом Чалдіні у його книжці Вплив 1984 року, також відомий як інформаційний соціальний вплив. Цей термін описує психологічний та соціальний феномен, в якому люди копіюють дії інших, коли не знають як правильно вчинити у тій чи іншій ситуації.

## Механізм дії

### Ефект декількох ресурсів
Цей ефект відбувається тоді, коли люди дають перевагу ідеям, які є підтвердженими у декількох ресурсах. Наприклад, в одному з експериментів дві групи людей слухали 5–6 відгуків про одну й ту саму книгу. Текст відгуків у першої та другої групи був ідентичним, але перша група слухала відгуки, що були зачитані одним і тим самим голосом, в той час як інша група слухала відгуки, записані різними голосами. За результатами експерименту, група людей, що слухала відгуки записані різними голосами, назвала їх більш достовірними.

### Подібність до навколишньої групи
Принцип подібності проявляється тоді, коли людина сприймає себе подібною до свого поточного соціального навколишнього середовища. Прикладом соціального доказу у цьому випадку є підпис петицій або збирання коштів на благодійність. Якщо список людей, які вже підписали петицію чи пожертвували кошти є достатньо довгим, імовірність того що наступна людина поставить підпис буде набагато більшою. Ефект збільшується ще більше, коли людина бачить своїх друзів чи людей зі свого соціального кола у списках підписавших петицію.
Такий прийом часто також використовується у закладах їжі, коли банка для чайових заповнюється наперед для того, щоб мотивувати відвідувачів залишати ще більше чайових.

## Приклади застосування принципу

### Розваги
Театри іноді застосовують клакерів, спеціальних людей які аплодують у спеціально обговорених моментах під час вистави. Маючи декілька людей що починають овації, інші глядачі також почнуть підтримувати виставу оплесками. Таким чином, люди, що не розбираються в театрі, можуть зробити висновок про те, що вистава є дуже хорошою, бо вона подобається багатьом.
Штучний сміх, який часто можна почути у комедійних ситкомах, також є прикладом теорії соціального доказу. Телестудії встановили, що застосування штучного сміху призводить до сприймання контенту більш веселим, аніж він може бути насправді, навіть якщо глядачі вважають, що такі вставки тільки дратують.
Деякі власники ресторанів та нічних клубів активно користуються принципом соціального доказу, створюючи образ популярності закладу: повільно пропускаючи людей у свій заклад та створюючи черги. Люди сприймають це як знак якості, адже заклад користується таким попитом. У цей же час, заклад може бути достатньо просторим та звичайним.

### Соціальні мережі
Вплив теорії соціального доказу можна побачити дуже часто у таких соціальних мережах як Facebook, Twitter, Instagram, YouTube, тощо. Кількість фоловерів, лайків та переглядів позитивно впливає на наше сприйняття контенту. Ми схильні вважати, що якщо щось подобається багатьом людям, то це хороший контент. Так, одне з досліджень виявило, що користувач Twitter з мільйоном фоловерів сприймається як більш надійний та компетентний, аніж користувач з тисячею фоловерів.